# Бирдекель

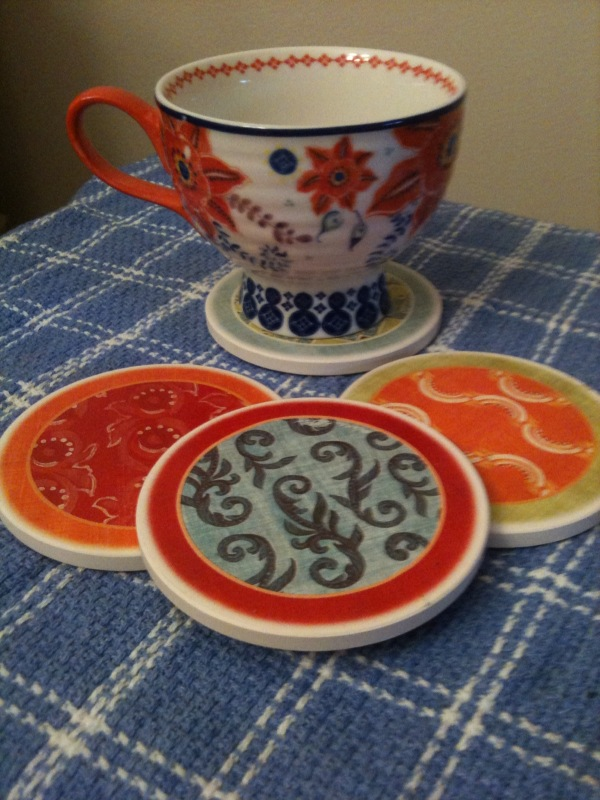
Бирдекели из песчаника

Бирде́кель (нем. Bierdeckel — букв. «пивная крышка») — подставка под кружку, предназначенная в настоящее время для защиты стола от царапин и капель пивной пены и дополнительной рекламы заведения. Ставится под пивную кружку на открытом воздухе, например в летних кафе. Первоначально бирдекель, как это следует из его названия — это крышка для предотвращения попадания в пивную кружку листьев, насекомых и других посторонних предметов при употреблении пива в биргартенах. 
Изготавливается из специального влаговпитывающего (гигроскопичного) картона. Толщина колеблется от 0,9 до 2,5 мм, вес от 5 до 10 г. Бирдекель является одноразовым продуктом. Форма, как правило, круглая (диаметр 107 мм) или квадратная с закруглёнными углами. На бирдекель обычно наносят рекламу марок пива, питейных заведений, спортивных или специальных мероприятий. Допустимые названия — ко́стер (англ. coaster) или би́рмат (англ. beermat).
Кроме того, изготавливают бирдекели из кожи. Бычья кожа, обработанная специальным химическим составом, обладает водоотталкивающими свойствами. Толщина кожаного бирдекеля составляет от 1,8 до 5,5 мм. Данный бирдекель является многоразовым.

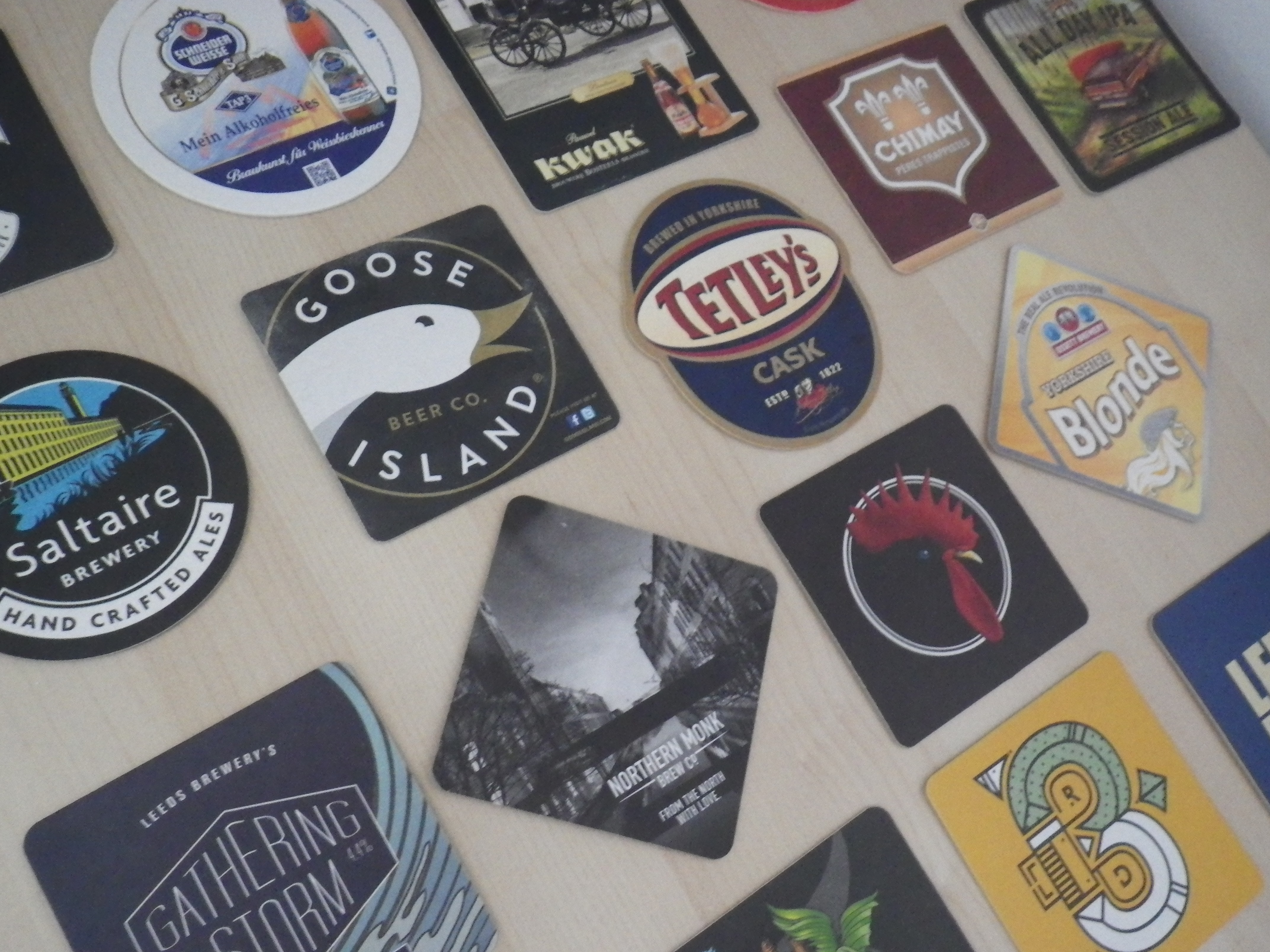
Коллекция бирдекелей, рекламирующих различные пивные бренды

## История
Как и следует из этимологии слова, бирдекель изначально являлся крышкой на пивной кружке (нем. Bierdeckel — пивная крышка). Бирдекели получили распространение в Европе XIX века благодаря биргартенам. В то время наиболее состоятельные граждане могли себе позволить пивные кружки с оловянной или даже серебряной крышкой, которая предназначалась для защиты напитка от насекомых, листьев и других воздействий внешней среды. Менее богатым посетителям пиво подавалось в обычных кружках с фетровым ковриком, который служил крышкой при употреблении пива на открытом воздухе в теплое время года. В помещении фетровый коврик подкладывали под кружку для впитывания излишней пены и пролитого пива.
Подставка для пивных кружек в её сегодняшней форме — изобретение из Саксонии.
Роберт Шпут из Дрездена получил в 1892 г. патент номер 68499 за процесс изготовления подставки. Он наливал жидкую смесь из бумаги в формы и сушил их за ночь. Подставки имели диаметр 107 мм и толщину 5 мм. Хорошо впитывающие влагу и гигиеничные одноразовые картонные бирдекели быстро распространялись и вытеснили ранее распространённые подставки из фетра.

На бирдекели наносили разные изображения, но делали это поштучно на каждой подставке после её вырубки. Такая технология существовала вплоть до 1920-х, причём печать была однокрасочной. С 1970-х на бирдекелях применяют офсетную печать: сначала отпечатывают целые листы, а потом вырубают из них подставки.

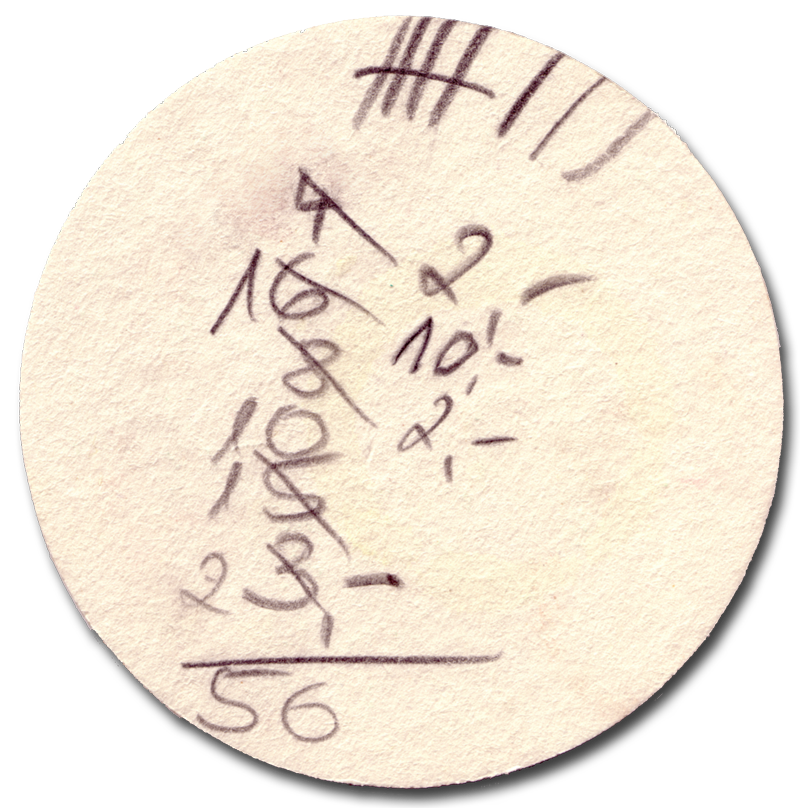
Обратную сторону бирдекеля часто используют для расчёта.

## Тегестология
Тегестология (лат. tegetis — коврик) — термин, который определяет коллекционирование бирдекелей, занимающихся этим людей принято называть тегестологистами. Особенно популярно это хобби в Германии. Существует множество подкатегорий тегестологистов, например, некоторые интересуются исключительно фарфоровыми бирдекелями.
С 1958 г. в Германии существует Международное общество коллекционеров пивной атрибутики, в том числе и бирдекелей, IBV (нем. Internationaler Brauereikultur-Verband e.V.). В 1960 г. было основано Британское общество коллекционеров бирдекелей (англ. The British Beermat Collectors Society), которое сейчас насчитывает более 300 членов по всему миру. Как и IBV, это общество организует регулярные встречи коллекционеров, а также выпускает ежемесячную газету. К другим примечательным клубам, которые связаны с тегестологией, можно отнести Южно-австралийский клуб коллекционеров бирдекелей (англ. South Australian Coaster Collectors Club) и Клуб коллекционеров бирдекелей Нового Южного Уэльса (англ. New South Wales Coaster Collectors Club).